# 波蘭—俄羅斯關係
波蘭－俄羅斯关系涉及俄罗斯与波兰的双边关系，最早可以追溯至中世纪，波兰王国与莫斯科大公国为边境领土发生冲突的时期。数世纪间，两国间爆发了多次战争，结果俄国在19世纪与20世纪控制了波兰大量领土。在20世纪末苏联解體后，俄波关系进入了一个新局面，其中既有发展也有恶化。
俄罗斯在华沙設有大使馆，在格但斯克、克拉科夫和波兹南设有总领事馆。俄羅斯帝國分別於1508年、1584-1721年、1721-1795年、蘇聯於1921-1943年、1945-1991年、俄羅斯聯邦於1991年至今向波蘭派駐大使。

### 中世紀
俄羅斯-波蘭歷史上已知最早的事件之一可以追溯到981年，當時基輔大公弗拉基米爾·斯維亞托斯拉維奇從波蘭公國手中奪取了切爾文市。那時，兩國之間的關係大多是親密的，兩國之間沒有發生過嚴重的戰爭。
966年，波蘭從羅馬接受了基督教，而基輔羅斯——俄羅斯、烏克蘭和白俄羅斯的祖先——則被君士坦丁堡基督教化。1054年，基督教內部分裂正式將教會分為天主教和東正教分支，將波蘭人與東斯拉夫人分開。

### 近代
第一次世界大战結束後，波蘭與新建立的蘇俄爆發了波苏战争，最終雙方達成《里加和约》。

### 俄国内战与蘇聯建立之後
1920年苏波战争爆发，波兰通过里加条约从尚处于内战的前俄罗斯帝国版图上获得大量领土，战争期间双方发生了大规模杀俘事件。
1939年9月，德国入侵波蘭，苏联以其境内保护白俄罗斯族和乌克兰族为名控制波蘭東部領土。蘇聯當局在卡廷大屠殺中殺害了超過2萬名被拘留的波蘭國民。1942年1月5日，波兰工人党成立，并于1944年整合多支抵抗力量成立波兰人民军与德军正面作战。在1943年4月13日納粹德國宣佈發現卡廷大屠殺的亂葬崗後，蘇聯於同年4月25日斷絕了與倫敦的波蘭流亡政府的外交關係。
1945年1月17日，苏军占领华沙。战后，波兰人民共和国成立。1951年，波蘭與蘇聯交換了約480平方公里領土。1955年，作為斯大林送給波蘭的禮物，華沙科学文化宫落成。

### 蘇聯解體之後
當代波蘭－俄羅斯關係始於1989年東歐劇變，當時團結工會通過民主選舉奪取政權，而波蘭共產政府隨之垮臺。在之後的1991年，華約解散，蘇聯解體。波蘭在此之後極力擺脫蘇聯/俄羅斯的影響。這也是兩國關係在數十年間起起伏伏的主要原因。波蘭於1999年加入北約，2004年加入歐盟，完全脫離了俄羅斯的勢力範圍。與此同時，波蘭積極發展和後蘇聯國家的關係。例如，波蘭是第一個承認烏克蘭獨立的國家，並且在2004年橙色革命明確地表達對反對派候選人維克多·尤申科的支持。波蘭－俄羅斯關係一度陷入低潮。此外，兩國關係也經常因爲對蘇聯時期一些歷史事件的爭執而惡化。例如，波蘭一直要求俄羅斯爲1939年蘇聯入侵波蘭以及1940年發生的卡廷慘案等事件道歉。對於卡廷慘案，波蘭朝野大多數都認為是蘇聯對波蘭的種族滅絕，但是俄羅斯官方竭力否認這一點。另一方面，俄羅斯一直指責波蘭對蘇軍解放波蘭境內的納粹集中營缺乏感恩。波蘭和俄羅斯之間的其他爭議還有美國在波蘭境內部署反彈道飛彈、北溪天然氣管道鋪設、以及波蘭在俄羅斯－歐盟關係中的地位和作用。
2015年，俄羅斯駐波蘭大使謝爾蓋·安德烈耶夫在採訪中表示由於波蘭在戰前阻撓蘇聯加入反納粹德國的聯盟，因此波蘭應該為第二次世界大戰的爆發承擔部分責任，他又表示1939年蘇聯進攻波蘭東部的行動不是侵略。
2021年11月9日，波蘭總理馬特烏什·莫拉維茨基批評俄羅斯總統普京是2021年白俄羅斯－歐盟邊界危機的真正主謀。
2022年3月23日，波兰外交部向俄罗斯驻波兰大使谢尔盖·安德烈耶夫下发通牒，驱逐45名俄罗斯外交官。
2022年5月9日，俄罗斯驻波兰大使谢尔盖·瓦基莫维奇·安德烈耶夫在华沙的一座苏联軍人墓地参加献花仪式时，被抗议者泼了紅漆。抗议者還試圖阻止俄罗斯代表团敬献花圈，并朝他們大喊“凶手”和“法西斯分子”，随后警察护送安德烈耶夫及其代表团离开苏联軍人墓地。俄罗斯外交部发言人玛丽亚·扎哈罗娃谴责这次袭击，並表示抗议者是“年轻的新纳粹分子”，並要求波蘭道歉。5月11日，波兰驻俄羅斯大使馆遭不明人士泼洒红漆。
2022年11月，波兰拒绝俄罗斯外长入境参加欧安组织会议。11月19日，俄羅斯外交部表示波兰的这一决定“前所未有且属于挑衅”。
2023年4月29日上午，华沙警方强行打开隶属于俄罗斯驻波兰使馆的俄罗斯学校校门，进入校区并封锁建筑，要求所有学校人员在当天19时之前离开校园。俄罗斯驻波兰大使谢尔盖·瓦基莫维奇·安德烈耶夫表示，这是违反《维也纳外交关系公约》的行为。
2023年6月30日，俄罗斯外交部发言人玛丽亚·扎哈罗娃表示俄方强烈抗议波兰以涉嫌间谍罪逮捕一名俄罗斯籍运动员，并要求波方给出详细解释。
波蘭外交部長席科斯基（Radoslaw Sikorski）在2024年5月28日登出的報刊訪問中說，北大西洋公约组织國家不該排除直接出兵的選項，才能讓俄國總統普丁有所顧忌。他被問到波蘭是否考慮出兵烏克蘭時說：「我們不該排除任何選項。讓普丁去猜我們會怎麼做。」
2024年10月底，波兰外交部长宣布关闭俄罗斯驻波兹南领事馆。12月5日，俄罗斯宣布关闭波兰驻圣彼得堡总领事馆。